# Jouanne
Pour les articles homonymes, voir Jouanne (homonymie).
La Jouanne est une rivière française qui coule dans le département de la Mayenne. C'est un affluent  de la Mayenne en rive gauche, donc un sous-affluent de la Loire par la Mayenne et la Maine.

## Géographie

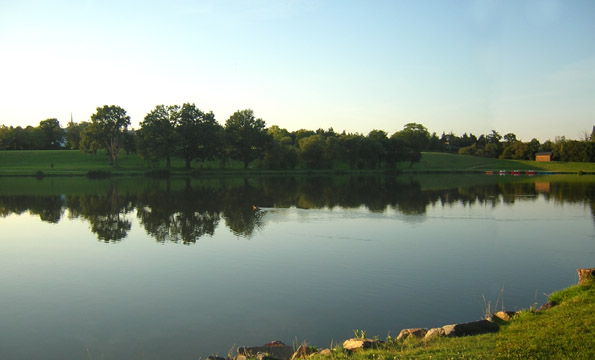
Étang des Alleux à Argentré.

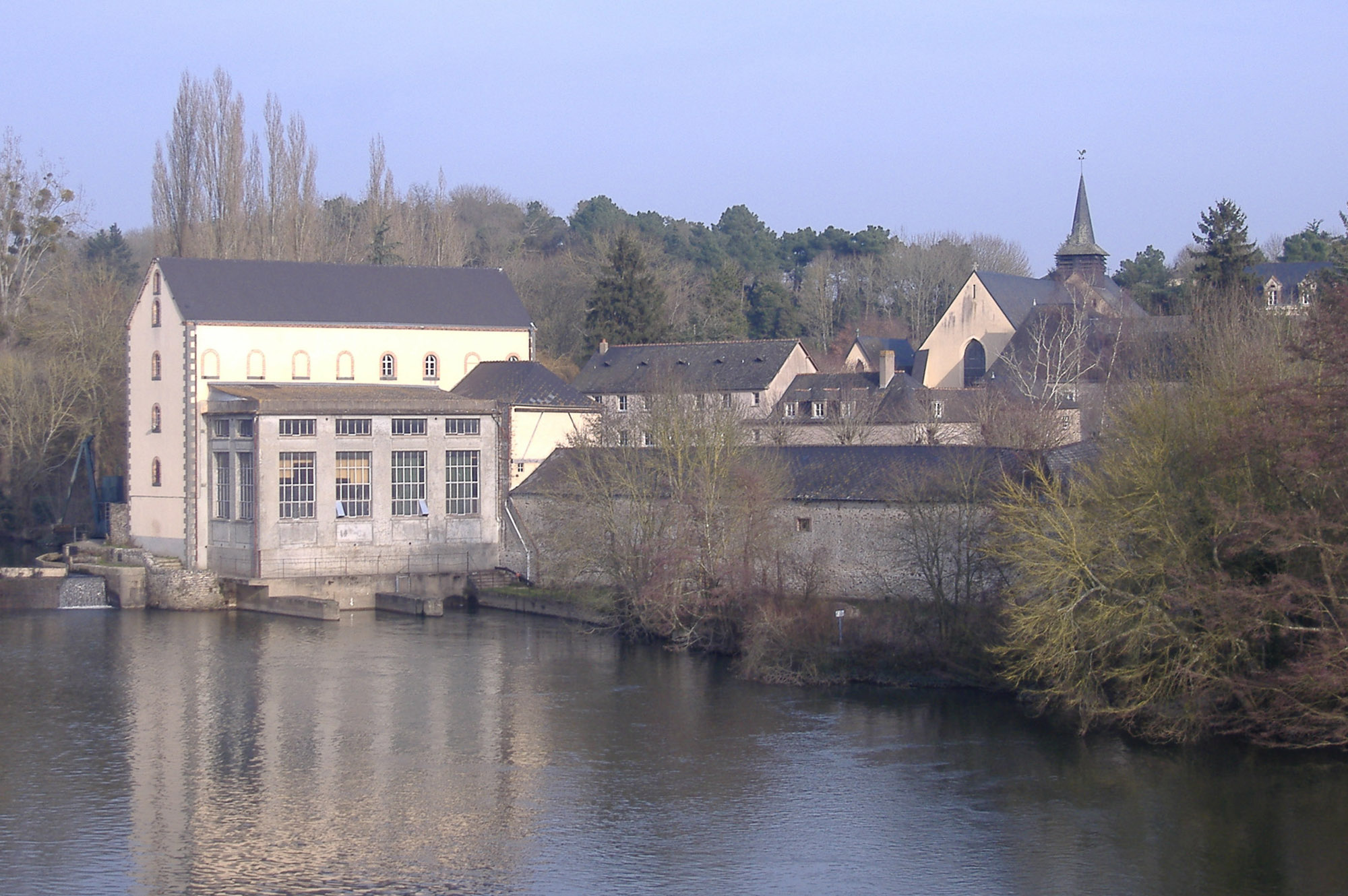
Abbaye du Port-du-Salut à Entrammes.

Elle prend sa source dans la commune de Sainte-Gemmes-le-Robert, au nord-est du département, au lieu-dit la Hardière, à 175 m d'altitude. Elle s'appelle ruisseau de Richebourg, puis rivière la Dinard sur cette partie haute. Elle coule globalement du nord-est vers le sud-ouest.
Elle est formée par plusieurs ruisseaux des collines escarpées qui se dressent au sud de Bais ; un de ces ruisseaux arrose le territoire d'Évron. La Jouanne passe à Neau, et, grossie de la rivière des Deux-Évailles, baigne Montsûrs, Argentré, Forcé, et va se jeter dans la Mayenne (rive gauche) en aval d'Entrammes, à environ 500 mètres au sud de l'abbaye du Port-du-Salut, à 39 m d'altitude.
Sa longueur totale est de 58,2 kilomètres.
Elle est alimentée par le ruisseau du Rocher de Mézangers, le ruisseau de Saint-Christophe-du-Luat et la Deux-Évailles.
À la fin du XIXe siècle la Jouanne actionnait vingt moulins à grains et une pillerie de trèfle.

### Communes et cantons traversés
Dans le seul département de la Mayenne, la Jouanne traverse seize communes et cinq cantons :
- dans le sens amont vers aval : Sainte-Gemmes-le-Robert (source), Évron, Mézangers, Neau, Saint-Christophe-du-Luat, Brée, Montsûrs, Gesnes, Saint-Céneré, Argentré, Bonchamp-lès-Laval, Louvigné, Parné-sur-Roc, Forcé, Entrammes, L'Huisserie (confluence).

Soit en termes de cantons, la Jouanne prend source dans le canton d'Évron, traverse les canton de Montsûrs, canton d'Argentré, canton de Laval-Est, conflue sur le canton de Saint-Berthevin, le tout dans l'arrondissement de Laval.

### Bassin versant
La Jouanne traverse les trois zones hydrographiques suivantes M340, M341, M342 pour une superficie totale de 422 km2. Ce bassin versant est constitué à 86,83 % de « territoires agricoles », à 10,13 % de « forêts et milieux semi-naturels », à 2,74 % de « territoires artificialisés », à 0,34 % de « surfaces en eau ».    

### Organisme gestionnaire
L'organisme gestionnaire est le syndicat du bassin de la Jouanne sis à Sainte-Suzanne

## Affluents

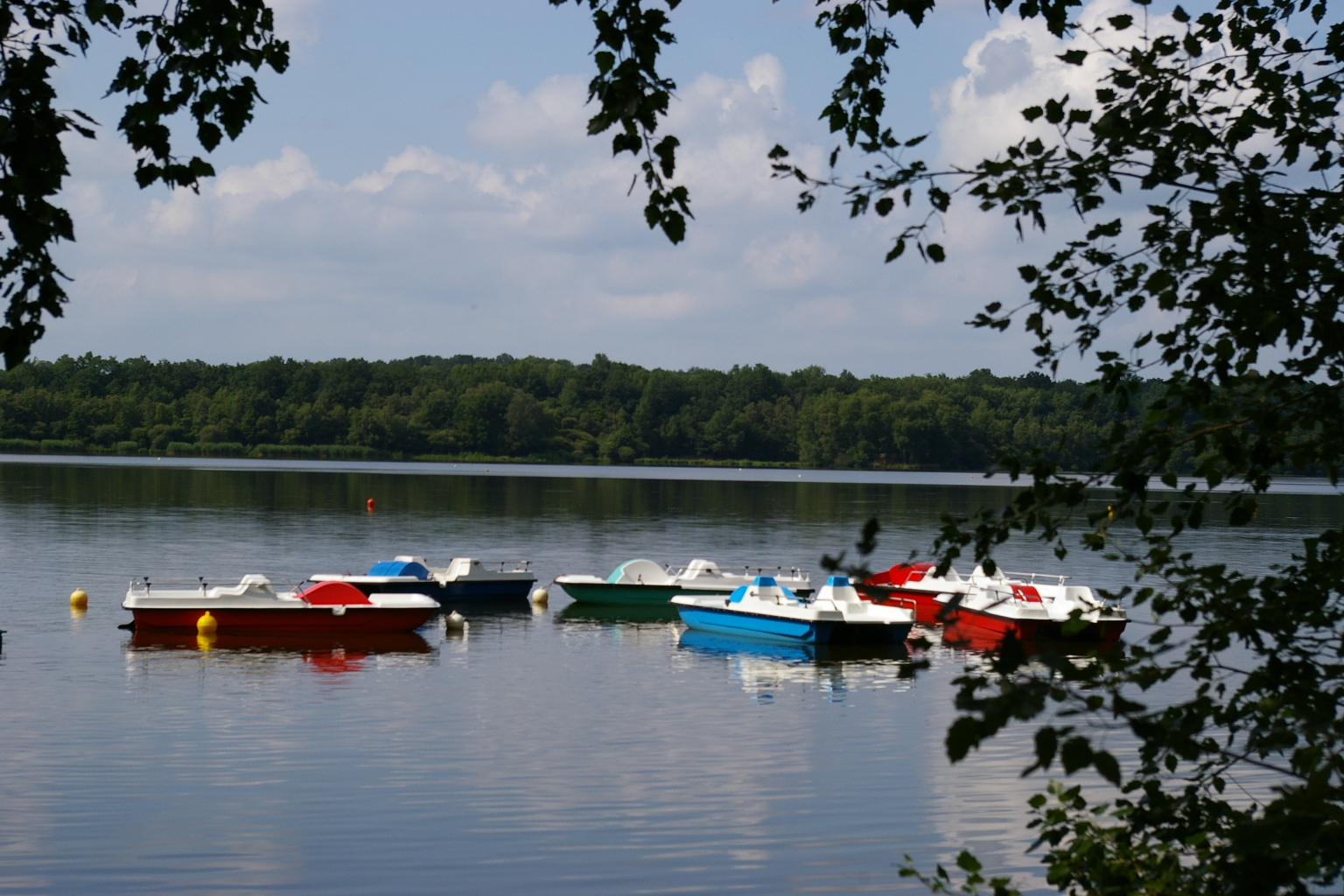
Étang du Gué de Selle à Mézangers.

La Jouanne a vingt-sept affluents ou plutôt neuf bras et seize affluents dont :
- le Villiers (rd[note 1]), 6,1 km, sur les deux communes de Sainte-Gemmes-le-Robert et Bais avec deux affluents
- les Grandes Porte (rg) 7,6 km, sur les deux communes de Neau et Évron.
- le Rocher ou des Près (rd) 12,2 km, sur les quatre communes de Sainte-Gemmes-le-Robert, Mézangers, Hambers, Neau avec un affluent :
  - le ruisseau de la Cosnuère (rd), 1,4 km, sur la seule commune de Mézangers.
- Les Places ou de Châtres, ou le Gué Morin ou des butons ou du Buard (rg), 15,4 km sur les six communes de Brée, Saint-Christophe-du-Luat, Châtres-la-Forêt, Évron, Sainte-Suzanne (Mayenne), Voutre avec quatre affluents et de rang de Strahler trois dont :
  - le Millère (rg), 6 km, sur les trois communes de Saint-Christophe-du-Luat, Livet, Châtres-la-Forêt
- la Deux-Évailles ou ruisseau de Bias (rd), 22,8 km, sur huit communes avec cinq affluents et de rang de Strahler trois.
- le Veinard (rg) 5 km, sur les deux communes de La Chapelle-Rainsouin, Montsûrs.
- la Jarriais ou ruisseau du Vieux Moulin ou ruisseau de Villermangé ou ruisseau de la Guerche (rd) 13,8 km sur les quatre communes de La Bazouge-des-Alleux, Commer, Gesnes, Montsûrs avec deux affluents
  - les Roches, 4,8 km, sur les quatre communes de La Bazouge-des-Alleux, Montourtier, Gesnes, Saint-Ouen-des-Vallons.

### Rang de Strahler
Donc le rang de Strahler est de quatre.

## Hydrologie
La Jouanne est une rivière moyennement abondante. 

### La Jouanne à Forcé
Son débit a été observé sur une période de 46 ans (1968-2013), à Forcé, localité du département de la Mayenne, située peu avant son confluent avec la Mayenne. Le bassin versant de la rivière y est de 410 km2, c'est-à-dire sa quasi-totalité : 422 km2 pour le SANDRE.
Le module de la rivière à Forcé est de 3,03 m3/s. 
La Jouanne présente des fluctuations saisonnières de débit très marquées, comme bien souvent dans la partie occidentale du bassin de la Loire située sur le vieux socle armoricain. Les hautes eaux se déroulent en hiver et portent le débit mensuel moyen à un niveau situé entre 5,0 et 7,7 m3/s, de janvier à mars inclus (avec un maximum en janvier et février). Dès fin mars, le débit chute rapidement jusqu'aux basses eaux d'été qui ont lieu de juin à octobre, entraînant une baisse du débit moyen mensuel allant jusqu'à 0,26 m3 au mois d'août. Mais les fluctuations sont bien plus prononcées sur de plus courtes périodes.

### Étiage ou bases eaux
À l'étiage, le VCN3 peut chuter jusque 0,035 m3/s, en cas de période quinquennale sèche, soit seulement 35 litres par seconde, ce qui doit être considéré comme sévère même pour un petit cours d'eau, mais plutôt normal dans cette région où l'imperméabilité du sous-sol ne permet pas une rétention prolongée de l'eau des averses estivales.

### Crues
Les crues peuvent être fort importantes compte tenu de la taille assez moyenne du bassin. Les QIX 2 et QIX 5 valent en effet respectivement 40 et 59 m3/s. Le QIX 10 est de 72 m3/s, le QIX 20 de 84 m3/s. Quant au QIX 50, il se monte à 100 m3/s.
Le débit instantané maximal enregistré à Forcé a été de 79,7 m3/s le 26 février 1996, 
tandis que la valeur journalière maximale était de 75,4 m3/s le même jour. Si l'on compare la première de ces valeurs à l'échelle des QIX exposée plus haut, on constate que cette crue était à peine d'ordre vicennal, et donc nullement exceptionnelle.

### Lame d'eau et débit spécifique
Au total, la Jouanne est une rivière irrégulière et moyennement abondante dans le contexte des  rivières de plaine du bassin de la Loire. La lame d'eau écoulée dans son bassin est de 231 millimètres annuellement, ce qui est certes inférieur à la moyenne d'ensemble de la France tous bassins confondus, mais se rapproche de la moyenne du bassin de la Loire (plus ou moins 244 millimètres/an). Le débit spécifique de la rivière (ou Qsp) se monte dès lors à 7,3 litres par seconde et par kilomètre carré de bassin.

## Étymologie

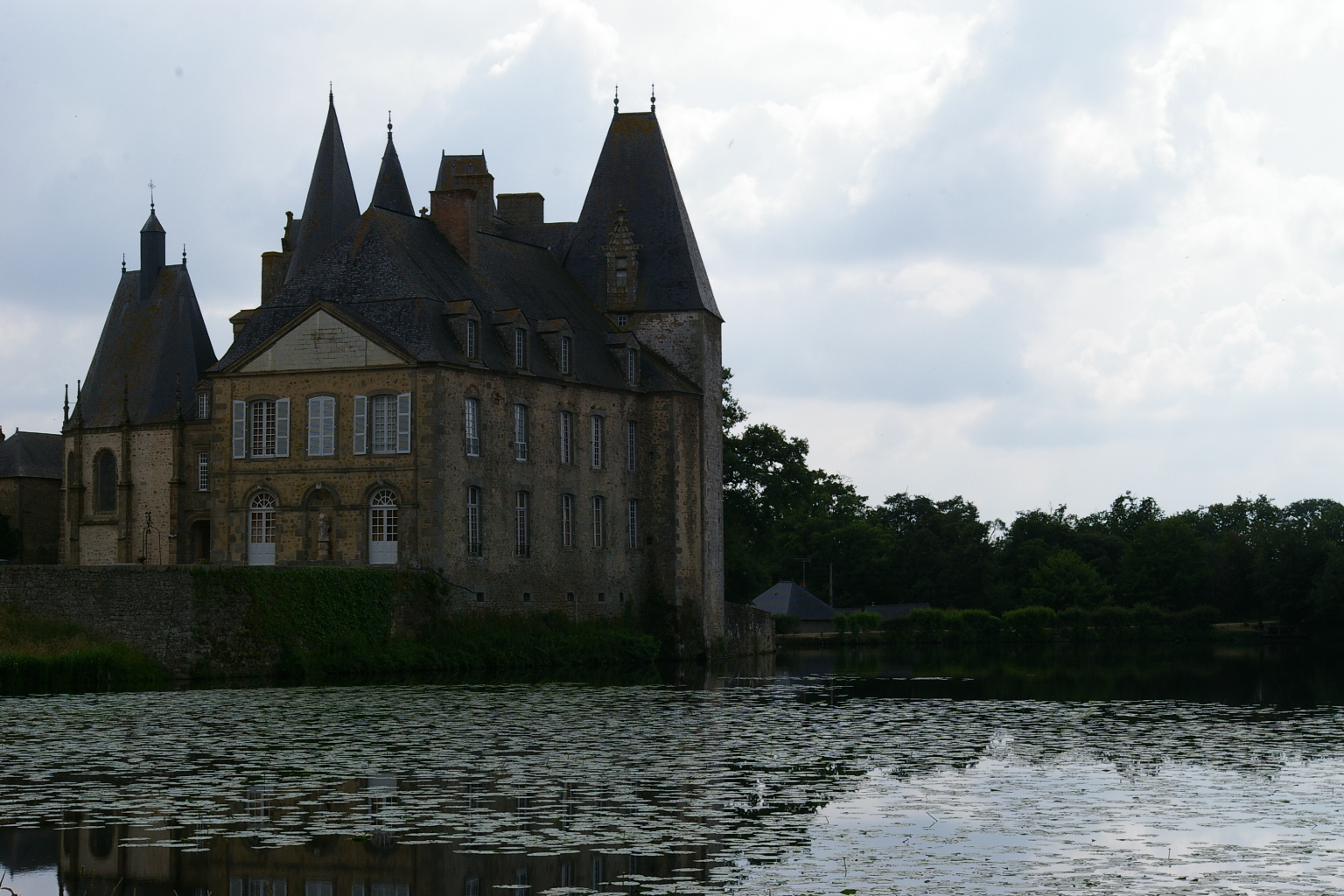
Le château du Rocher à Mézangers et l'étang.

Il est probable que le nom de Jouanne remonte à la forme gauloise div-onna « divine-eau ». L'évolution de Divonne est très exactement la même que celle de divrnus qui a engendré « jour » en français moderne.

## Aménagements et écologie
La Jouanne est concernée par deux zones ZNIEFF :
- la ZNIEFF de type I, de 105 hectares depuis 1996, n° 520320008 - Coteaux de la Jouanne à l'aval du moulin de Pochard[7]
- la ZNIEFF de type II, de 292 hectares depuis 1991, n° 520005796 - Bords de la Jouanne entre Saint-Céneré et Argentré[8]

### Pêche et AAPPMA
Sur le cours de la Jouanne, il y a quatre AAPPMA : à Entrammes, à Argentré, à Montsûrs et à Brée. Le peuplement piscicole est composé de brochet, gardon, tanche, carpe, chevesne, goujon, et anguille. C'est un cours d'eau de deuxième catégorie.